# William Mennesson
William Mennesson (* 13. Mai 1994) ist ein französischer Duathlet und Triathlet. Er wird in der Bestenliste französischer Triathleten auf der Ironman-Distanz geführt.

## Werdegang
William Mennesson ist im Triathlon vor allem auf der Mittel- und Langdistanz aktiv.
2019 gewann er auf der Langdistanz den Embrunman (3,8 km Schwimmen, 188 km Radfahren und 42,2 km Laufen) und im Mai 2022 auf der Mitteldistanz den Ironman 70.3 Mallorca.
Im Juni 2022 wurde der 28-Jährige Zweiter im Ironman France. William Mennesson lebt in Nizza.

## Sportliche Erfolge
| Datum/Jahr   | Rang | Wettbewerb                                           | Austragungsort | Zeit     | Bemerkung                                                        |
| ------------ | ---- | ---------------------------------------------------- | -------------- | -------- | ---------------------------------------------------------------- |
| 7. Mai 2022  | 1    | Ironman 70.3 Mallorca                                | Alcúdia        | 03:57:56 |                                                                  |
| 6. Juni 2021 | 3    | FRA Middle Distance Triathlon National Championships | Cagnes-sur-Mer |          | Staatsmeisterschaft auf der Mitteldistanz; hinter Clément Mignon |

| Datum/Jahr    | Rang | Wettbewerb          | Austragungsort | Zeit     | Bemerkung                                  |
| ------------- | ---- | ------------------- | -------------- | -------- | ------------------------------------------ |
| 27. Juli 2025 | 7    | Ironman Leeds       | Leeds          | 08:50:23 | [ 3 ]                                      |
| 26. Juni 2022 | 2    | Ironman France      | Nizza          | 08:27:34 | hinter dem US-Amerikaner Rodolphe Von Berg |
| 19. Sep. 2021 | 4    | Ironman Austria     | Klagenfurt     | 08:04:28 |                                            |
| 5. Sep. 2021  | 4    | Ironman Switzerland | Zürich         | 07:50:57 | [ 4 ]                                      |
| 15. Aug. 2019 | 1    | Embrunman           | Embrun         |          | auf der Langdistanz                        |
| 2019          | 1    | Ventouxman          | Lac Piolenc    | 05:02:54 | Streckenrekord auf der Langdistanz         |

| Datum/Jahr    | Rang | Wettbewerb                                 | Austragungsort | Zeit     | Bemerkung |
| ------------- | ---- | ------------------------------------------ | -------------- | -------- | --------- |
| 19. März 2017 | 4    | FRA Sprint Duathlon National Championships | Paillencourt   | 01:10:33 |           |

(DNF – Did Not Finish)